# Guabu (köpinghuvudort i Kina, Jiangsu Sheng, lat 32,25, long 118,88)
Guabu (kinesiska: 瓜埠镇) är en köpinghuvudort i Kina. Den ligger i provinsen Jiangsu, i den östra delen av landet, omkring 22 kilometer norr om provinshuvudstaden Nanjing. Antalet invånare är 29 869. Befolkningen består av 14 817 kvinnor och 15 052 män. Barn under 15 år utgör 8,0 %, vuxna 15-64 år 79 %, och äldre över 65 år 11,0 %.
Runt Guabu är det mycket tätbefolkat, med 1 956 invånare per kvadratkilometer. Närmaste större samhälle är Yanziji, 13,1 km sydväst om Guabu. Trakten runt Guabu består till största delen av jordbruksmark.
Genomsnittlig årsnederbörd är 1 291 millimeter. Den regnigaste månaden är juli, med i genomsnitt 289 mm nederbörd, och den torraste är december, med 32 mm nederbörd.